# Tiếng Nam Ndebele
| 0–20% 20–40% 40–60% |  | 60–80% 80–100% |

Phân bổ người sử dụng tiếng isiNdebele tại Nam Phi: tỉ lệ người nói tiếng isiNdebele tại nhà.

Tiếng Nam Ndebele (isiNdebele hoặc Nrebele trong tiếng Nam Ndebele) là một ngôn ngữ châu Phi thuộc Nhóm ngôn ngữ Nguni của Nhóm ngôn ngữ Bantu, và được amaNdebele (người Ndebele ở Nam Phi) sử dụng. Có 2 phương ngữ của tiếng Nam Ndebele tại Nam Phi:
- Bắc Transvaal Ndebele hay Nrebele.
- Nam Transvaal Ndebele.

Ngoài ra, còn có một phương ngữ riêng biệt được gọi là Bắc Ndebele hay Matabele được sử dụng tại Zimbabwe và Botswana –. tiếng Sindebele tại Zimbabwe gần gũi hơn với tiếng Zulu so với hai ngôn ngữ Ndebele.

## Tổng quan
Lịch sử của amaNdebele có dấu tích từ Musi, vị vua cuối cùng của bộ tộc với vai trò là một quốc gia riêng biệt. Các nhà nghiên cứu còn có sự khác biệt về thời gian chính xác bộ tộc tách khỏi nhóm chính Nguni (vốn bao gồm người Xhosa, Zulu và Swazi hiện nay). Ước tính rằng những người nhập cư đến đây là từ thế kỷ 1200 CN. AmaNdebele được cho là nhóm Nguni đầu tiên tiến vào vùng nội địa ở đỉnh phía nam của lục địa châu Phi, sau đó được gọi là Transvaal (nay là tỉnh Gauteng). AmaNdebele sinh sống như một quốc gia tên là Emhlangeni (nay là khu vực Randfontein) trị vì bởi vua Mhlanga khoảng từ năm 1550-1580. Cái tên EMhlangeni ngày nay được chuyển tự từ tiếng Sotho, Mohlakeng. Hầu hết các nhà khảo cổ học và lịch sử học đồng ý rằng amaNdebele đã định cư trong một thời kỳ dài trong hòa bình tại Kwamnyamana và Emarula (Wonderboompoort). Các khu vực này ở bắc và tây bắc của Pretoria ngày nay. Bộ tộc đã đến khu vực này cùng với Musi, con trai của Mhlanga và cháu của Mafana.

### Phần mềm
- Spell checker for OpenOffice.org and Mozilla Lưu trữ ngày 14 tháng 1 năm 2007 tại Wayback Machine, OpenOffice.org Lưu trữ ngày 24 tháng 3 năm 2007 tại Wayback Machine, Mozilla Firefox web-browser Lưu trữ ngày 10 tháng 2 năm 2007 tại Wayback Machine, and Mozilla Thunderbird email program Lưu trữ ngày 24 tháng 3 năm 2007 tại Wayback Machine in Ndebele
- Project to translate Free and Open Source Software into Ndebele Lưu trữ ngày 14 tháng 1 năm 2007 tại Wayback Machine